# Kanadische Badmintonmeisterschaft 2015
Die Kanadische Badmintonmeisterschaft 2015 fand vom 4. bis zum 7. Februar 2015 in Gatineau statt.

## Medaillengewinner
| Disziplin    | Gold                         | Silber                        | Bronze                                 |
| ------------ | ---------------------------- | ----------------------------- | -------------------------------------- |
| Herreneinzel | Andrew D’Souza               | Joseph Rogers                 | Martin Giuffre                         |
| Dameneinzel  | Michelle Li                  | Rachel Honderich              | Bethany So                             |
| Herrendoppel | Adrian Liu Derrick Ng        | Kevin Li Nyl Yakura           | Joshua Hurlburt-Yu Henry Wiebe         |
| Damendoppel  | Alexandra Bruce Phyllis Chan | Rachel Honderich Michelle Li  | Anne-Julie Beaulieu Stéphanie Pakenham |
| Mixed        | Toby Ng Alexandra Bruce      | Philippe Charron Phyllis Chan | Kevin Li Rachel Honderich              |